# Voldiya Galmace-Paulin
Voldiya Galmace-Paulin, née le 21 octobre 2005 à Lille, est une biathlète française.

## Parcours sportif

### Débuts
Sur le circuit de la Coupe de France de biathlon, elle remporte le classement général U17 en 2021-2022 et le classement général U19 en 2022-2023 et en 2023-2024.
Elle remporte trois médailles lors des Championnats du monde juniors 2024 à Otepää : médaille de bronze sur l'individuel, médaille d'argent sur le sprint et médaille d'or sur le relais mixte avec Léo Carlier, Antonin Guy et Alice Dusserre.

### Saison 2024-2025
Elle se qualifie pour la saison IBU Cup 2024-2025 grâce à ses bons résultats aux sélections de Bessans. 
En janvier 2025, elle monte quatre fois consécutivement sur le podium : sur le sprint et sur la poursuite à Arber, puis sur l'individuel court et sur le sprint à Brezno-Osrblie. 
Elle est sélectionnée pour les championnats d'Europe à Martell-Val Martello.
Elle gagne sa première course en IBU Cup sur le sprint à Ridnaun-Val Ridanna le 5 février 2025 et prend la tête du classement général. Elle enchaine le surlendemain en remportant la poursuite. 
Elle est sélectionnée pour les championnats du monde juniors 2025 à Östersund où elle décroche la médaille d'argent sur le relais mixte avec Amandine Mengin, Gaëtan Paturel et Edgar Geny derrière l'équipe allemande et devant l'équipe autrichienne. Elle remporte la médaille d'or du relais avec Célia Henaff, Anaëlle Bondoux et Amandine Mengin devant l'Allemagne et la Norvège.
Elle remporte sa troisième victoire de la saison 2024-2025 en IBU Cup en s'imposant sur la dernière course (sprint) à Otepää. Elle termine à la deuxième place du classement général de l'IBU Cup derrière Camille Bened et remporte par ailleurs le petit globe de l'individuel.

## Palmarès

### Championnats d'Europe
| Édition / Épreuve         | Individuel | Sprint | Poursuite | Relais |
| ------------------------- | ---------- | ------ | --------- | ------ |
| Martell-Val Martello 2025 | 6e         | 31e    | 12e       | —      |

Légende :
- — : non disputée par Voldiya Galmace-Paulin

### IBU Cup
- 1 petit globe de cristal : 
  - Vainqueur du classement de l'individuel en 2025
- 7 podiums individuels : 3 victoires, 2 deuxièmes places et 2 troisièmes places.

 Dernière mise à jour le 14 mars 2025 

#### Podiums individuels en IBU Cup
| Podiums individuels en IBU Cup | Podiums individuels en IBU Cup | Podiums individuels en IBU Cup | Podiums individuels en IBU Cup | Podiums individuels en IBU Cup | Podiums individuels en IBU Cup |
| n°                             | Saison                         | Date                           | Lieu                           | Épreuve                        | Résultat                       |
| ------------------------------ | ------------------------------ | ------------------------------ | ------------------------------ | ------------------------------ | ------------------------------ |
| 1                              | 2024-2025                      | 11-01-2025                     | Arber                          | Sprint 7,5 km                  | Médaille de bronze             |
| 2                              | 2024-2025                      | 12-01-2025                     | Arber                          | Poursuite 10 km                | Médaille de bronze             |
| 3                              | 2024-2025                      | 15-01-2025                     | Brezno-Osrblie                 | Individuel court 12,5 km       | Médaille d'argent              |
| 4                              | 2024-2025                      | 16-01-2025                     | Brezno-Osrblie                 | Sprint 7,5 km                  | Médaille d'argent              |
| 5                              | 2024-2025                      | 05-02-2025                     | Ridnaun-Val Ridanna            | Sprint 7,5 km                  | Médaille d'or                  |
| 6                              | 2024-2025                      | 07-02-2025                     | Ridnaun-Val Ridanna            | Poursuite 10 km                | Médaille d'or                  |
| 7                              | 2024-2025                      | 14-03-2025                     | Otepää                         | Sprint 7,5 km                  | Médaille d'or                  |

### Championnats du monde juniors/jeunes
| Mondiaux / Épreuve | Cat.    | Individuel         | Sprint            | Mass start 60 | Relais        | Relais mixte      |
| 2024 Otepää        | Jeunes  | Médaille de bronze | Médaille d'argent | 8e            | 4e            | Médaille d'or     |
| 2025 Östersund     | Juniors | 10e                | 5e                | 11e           | Médaille d'or | Médaille d'argent |

Légende :
- : première place, médaille d'or
- : deuxième place, médaille d'argent
- : troisième place, médaille de bronze

### Festival olympique d'hiver de la jeunesse européenne
| Édition / Épreuve            | Individuel        | Sprint | Relais mixte  |
| 2023 Frioul-Vénétie Julienne | Médaille d'argent | 8e     | Médaille d'or |

Légende :
- : première place, médaille d'or
- : deuxième place, médaille d'argent